# マーメイドプリズム
『マーメイドプリズム』は、2006年10月26日にディースリー・パブリッシャーから発売された乙女ゲーム。アンデルセン童話「人魚姫」をモチーフに輪廻転生をテーマとしている。
2007年11月29日にはSIMPLEシリーズの1つとして『THE 人魚姫物語 〜マーメイドプリズム〜』のタイトルで発売された。

## あらすじ
平凡な生活を送っていた主人公は水泳部の合宿中、夜の肝試しの最中に謎の光に包まれ、異世界シーベンスファルデに飛ばされてしまう。そこで主人公は人魚の姫となっていた。同じ頃、同級生の純や弟の紅蓮、担任教師の宙もそれぞれ別の姿となりシーベンスファルデに来ていた。そこにはある1人の人物の悲しい恋の物語があった。

## 登場人物

### 主人公
速水 瞳（はやみ るい）／ルイ・ミーア
声：なし
名前変換可能。控えめだが芯は強く、自分の意志は持っている性格。水泳部に所属しているが実力は伸びず、いつも補欠。海の中で溺れる夢を小さなころから見続けている。
掟を破って死んだミーア国の姫の魂と入れ替わりにシーベンスファルデに呼ばれ、そこで大きな運命に巻き込まれることになる。
異世界では4人姉妹の末っ子で家族から可愛がられている。
スタイルは細い割りにグラマー体型のようである。

### メインキャラクター
雪草 純（ゆきくさ じゅん）／ジュン・ヴァイツ
声：森久保祥太郎
主人公の同級生。水泳部のエースで時期部長候補。
人当たりのいい性格で、面倒見も良いが異世界に来るまでは瞳との面識はあったが話したりする事はあまりなかった。
カレーが好物で作るのも好き。異世界ではヴァイツ国の人魚の王子で主人公の婚約者。
速水 紅蓮（はやみ ぐれん）／グリーエン・ロッド
声：遊佐浩二
苗字のみ変換可能。主人公の1つ下の弟。高校1年生。
家族からは「ぐっちゃん」と呼ばれているが本人はあまり嬉しくない様子。
姉とは違い成績優秀でスポーツも万能だが、どこか飽きっぽい。
主人公には姉弟としての感情を超えた思いを抱いている。異世界ではロッド国の王子。
蒼井 宙（あおい はるか）／ハルカ・ブラウ
声：千葉一伸
主人公の担任教師。35歳。女生徒のみを名前で呼ぶ傾向がある。
常に冷静な性格で女生徒からの人気も高い。生徒の悩み相談にもよく乗るが、あくまで「聞く」だけで解決などはしない。異世界ではブラウ国の王子。
シャルトリュー・シュワルツェ
声：櫻井孝宏
愛称はシャル。シュワルツェ国の王子。海で溺れていた所を主人公に助けられる。
ぎこちなく拙い言葉遣いが特徴。花や生き物を愛する優しい性格だが、残忍かつ非情な母親のためやむを得ず戦に出ている。
トーヤ・ダンケル／闇雲 透也（やぐも とうや）
声：松野太紀
ダンケル国の王子。女言葉で話すが「男が好き」というわけではない。退屈を嫌い、よく城を抜け出しては買い物を楽しむ。
美しいものを好む半面醜いものを嫌い、時に冷酷な行動をとる事も。主人公の事を気に入っている。
ローゼンライト・運／メグル・リーテ
声：小野坂昌也
主人公と紅蓮の幼馴染。日本人の母とドイツ人の父を持つハーフ。穏やかな性格だが、女性関係は派手。
過去のある事件から主人公と紅蓮の間に深い溝が出来てしまっている。異世界ではリーテ国の王子。
ユウト・アイスキュロス・ニーツ
声：鳥海浩輔
ニーツ国の王子。幼い外見をしているが、長い年月を生きており口調も古風。役に立たないものを切り捨てる冷徹な性格。

## 主題歌
オープニング「マーメイド」
歌：Wizard
エンディング「蛍花火」
歌：Wizard